# Anomala abraensis
Anomala abraensis är en skalbaggsart som beskrevs av Frey 1976. Anomala abraensis ingår i släktet Anomala och familjen Rutelidae. Inga underarter finns listade i Catalogue of Life.